# The Voice (programa de televisión australiano)
The Voice es un concurso de talentos australiano emitido por Nine Network desde el 15 de abril de 2012. El show es parte de la franquicia The Voice y está basado en un formato similar de la versión de los Países Bajos The Voice of Holland, el formato fue creado por el productor holandés John de Mol.  El ganador recibe un contrato musical para realizar una grabación con Universal Music.
El show es presentado por Darren McMullen, y cuenta con las participaciones de Delta Goodrem, Keith Urban, Joel Madden y Seal como los cuatro jueces y entrenadores.
The Voice Australia ya se ha renovado para una segunda temporada el 27 de abril de 2012

## Formato
La serie consiste en tres fases: una audición a ciegas, una fase de batalla, y shows en vivo. Cuatro jueces y entrenadores, eligen equipos de concursantes a través de un proceso de audición a ciegas. Cada juez tiene la longitud de la actuación del cantante (cerca de un minuto) para decidir sí él o ella quiere que ese cantante este en su equipo; sí dos o más jueces quieren al mismo cantante (como sucede con frecuencia), el cantante tiene la decisión final del entrenador a quien quiere elegir.
Cada equipo de cantantes es entrenado y desarrollado por su entrenador respectivo. En la segunda etapa, llamada la fase de batalla, los jueces tienen que hacer batalla entre dos miembros de su equipo directamente al cantar la misma canción juntos, con el juez eligiendo que miembro del equipo alcanza en esta ronda en vivo, un pase a la siguiente ronda. Dentro de esa ronda en vivo, los cuatro que sobreviven de cada equipo de nuevo compiten, con los votos del público determinando una de las actuaciones de cada equipo que avanzará a la final, mientras que los jueces eligen cual de las tres actuaciones comprende al otro artista que queda en el equipo.
En la fase final, los concursantes restantes compiten entre sí en emisiones en directo. La audiencia de televisión y los jueces tienen el 50/50 en decidir quién sigue a la cuarta fase. Con un miembro del equipo para cada juez, los concursantes que no hayan sido aún eliminados, compiten contra sí en la final con el resultado decidido solo por el voto del público.

## Presentadores y Jurados

### Presentadores
| Ediciones       | Ediciones | Ediciones | Ediciones | Ediciones | Ediciones | Ediciones | Ediciones | Ediciones | Ediciones | Ediciones |
| Presentador     | 1         | 2         | 3         | 4         | 5         | 6         | 7         | 8         | 9         | 10        |
| --------------- | --------- | --------- | --------- | --------- | --------- | --------- | --------- | --------- | --------- | --------- |
| Sonia Kruger    |           |           |           |           |           |           |           |           |           |           |
| Darren McMullen |           |           |           |           |           |           |           |           |           |           |
| Renee Bargh     |           |           |           |           |           |           |           |           |           |           |

### Backstage
| Ediciones        | Ediciones | Ediciones | Ediciones | Ediciones | Ediciones | Ediciones | Ediciones | Ediciones | Ediciones | Ediciones |
| Presentador      | 1         | 2         | 3         | 4         | 5         | 6         | 7         | 8         | 9         | 10        |
| ---------------- | --------- | --------- | --------- | --------- | --------- | --------- | --------- | --------- | --------- | --------- |
| Faustina Agolley |           |           |           |           |           |           |           |           |           |           |

### Coaches
| Temporada | Coaches       | Coaches        | Coaches            | Coaches             |
| --------- | ------------- | -------------- | ------------------ | ------------------- |
| 1         | Seal          | Joel Madden    | Delta Goodrem      | Keith Urban         |
| 2         | Seal          | Joel Madden    | Delta Goodrem      | Ricky Martin        |
| 3         | will.i.am     | Kylie Minogue  | Joel Madden        | Ricky Martin        |
| 4         | Ricky Martin  | Jessie J       | Delta Goodrem.     | The Madden Brothers |
| 5         | Ronan Keating | Jessie J       | Delta Goodrem.     | The Madden Brothers |
| 6         | Seal          | Delta Goodrem  | Kelly Rowland      | Boy George          |
| 7         | Boy George    | Kelly Rowland  | Delta Goodrem      | Joe Jonas           |
| 8         | Kelly Rowland | Guy Sebastian  | Delta Goodrem      | Boy George          |
| 9         | Delta Goodrem | Guy Sebastian  | Boy George         | Kelly Rowland       |
| 10        | Keith Urban   | Rita Ora       | Jessica Mauboy     | Guy Sebastian       |
| 11        | Keith Urban   | Jessica Mauboy | Rita Ora           | Guy Sebastian       |
| 12        | Guy Sebastian | Jessica Mauboy | Jason Derulo       | Rita Ora            |
| 13        | Guy Sebastian | LeAnn Rimes    | Kate Miller-Heidke | Adam Lambert        |

Galería de coaches
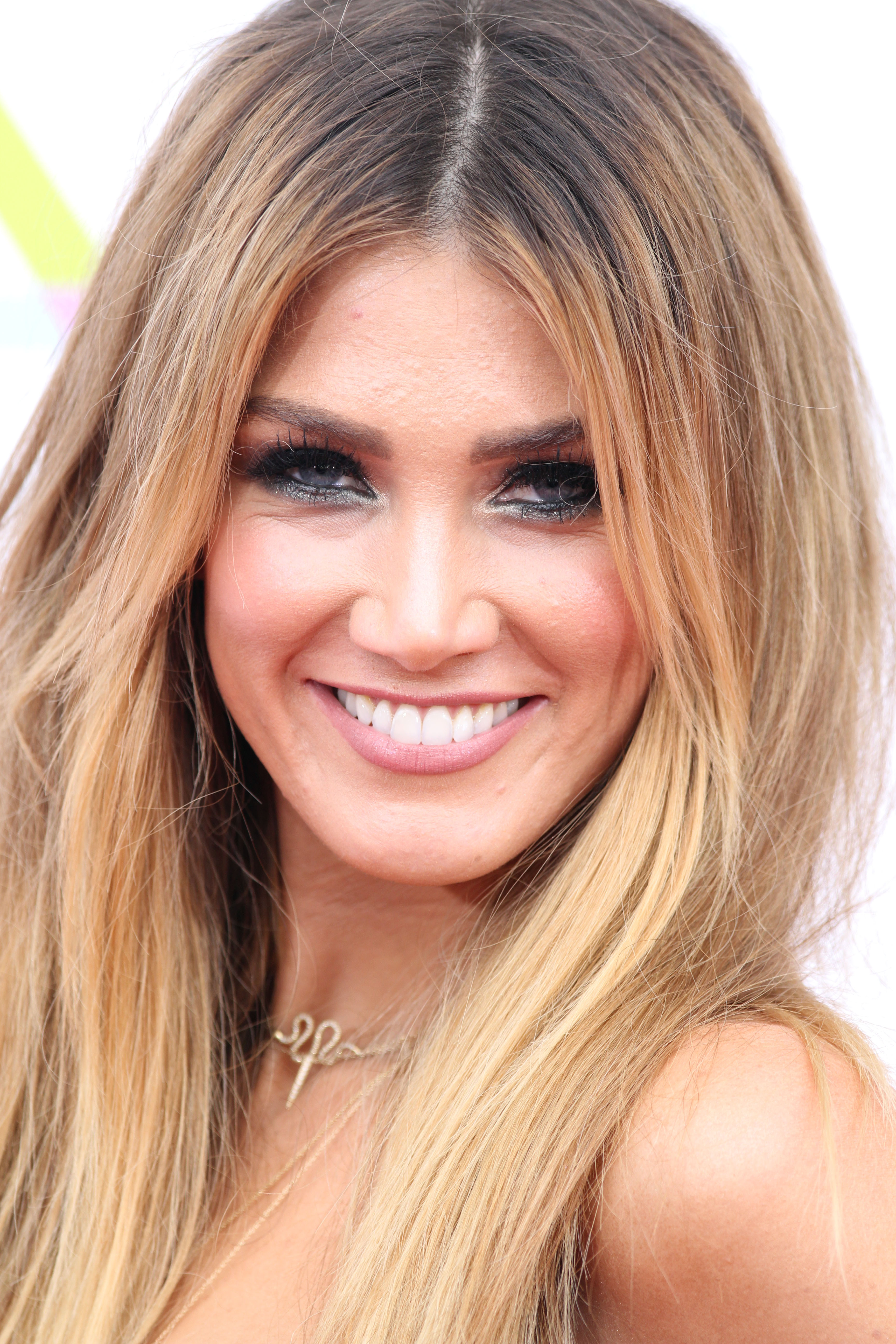
Delta Goodrem (2012–2013, 2015–2020)
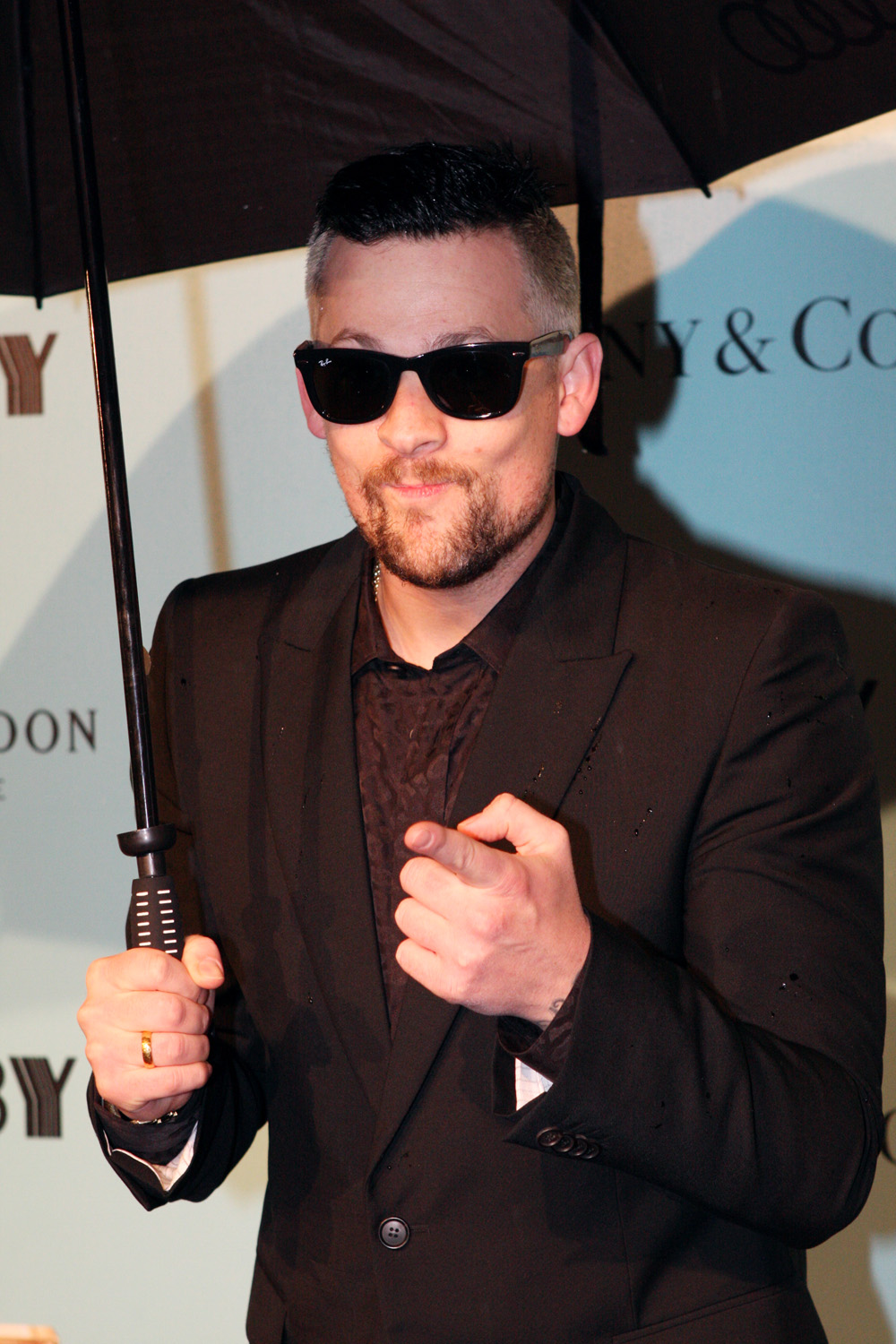
Joel Madden (solo, 2012–2014; duo, 2015–2016)
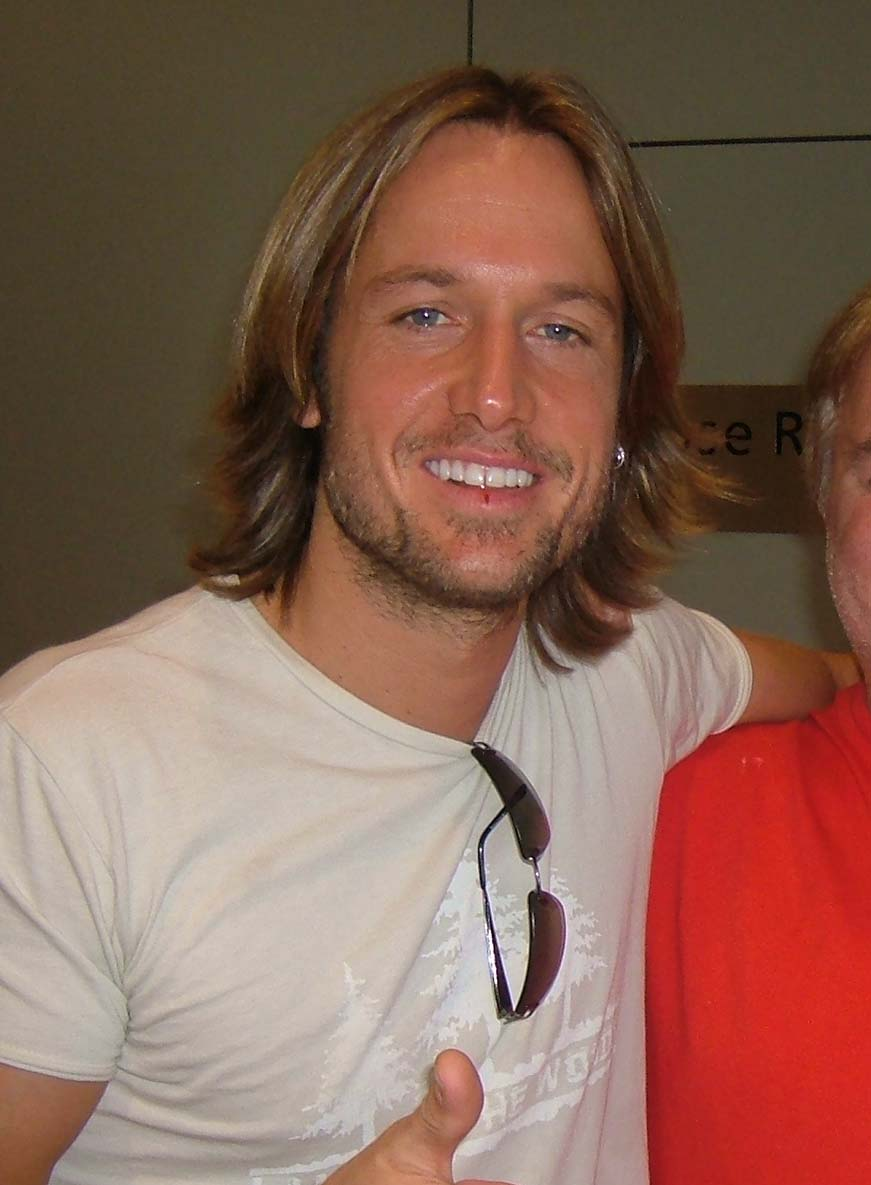
Keith Urban (2012, 2021–)
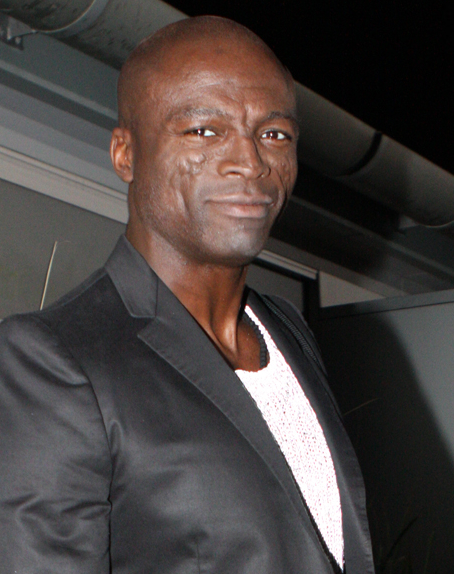
Seal (2012–2013, 2017)
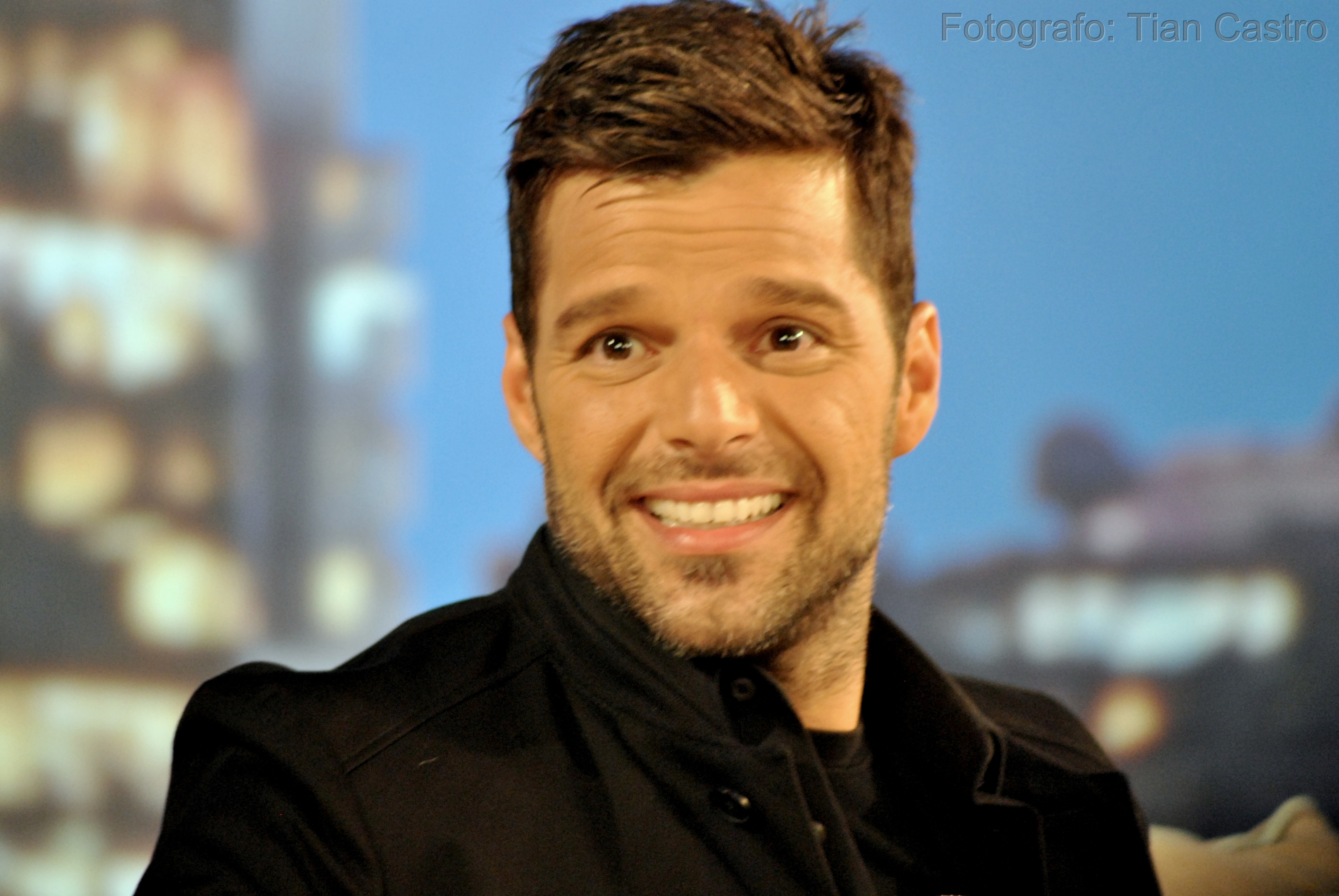
Ricky Martin (2013–2015)
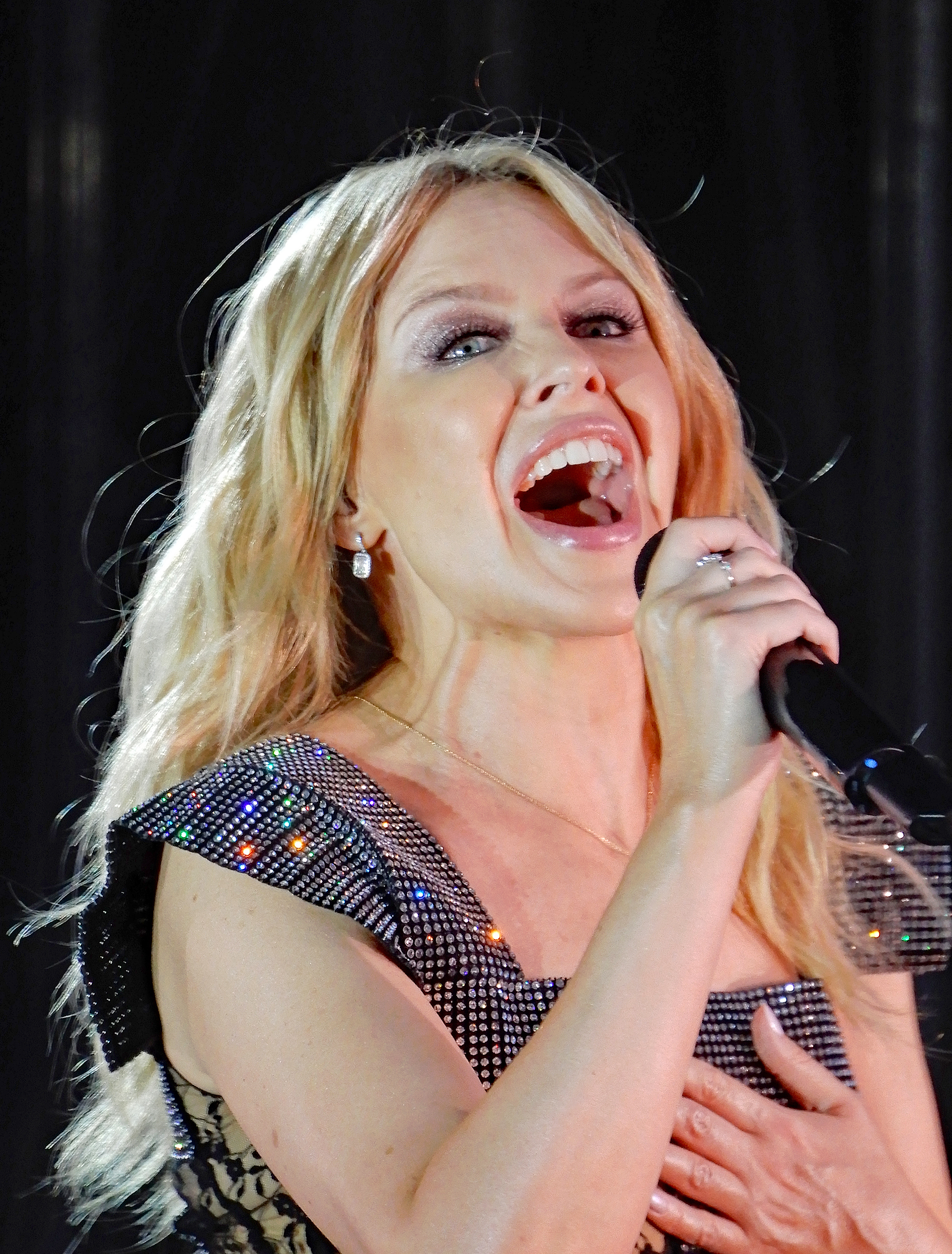
Kylie Minogue (2014)
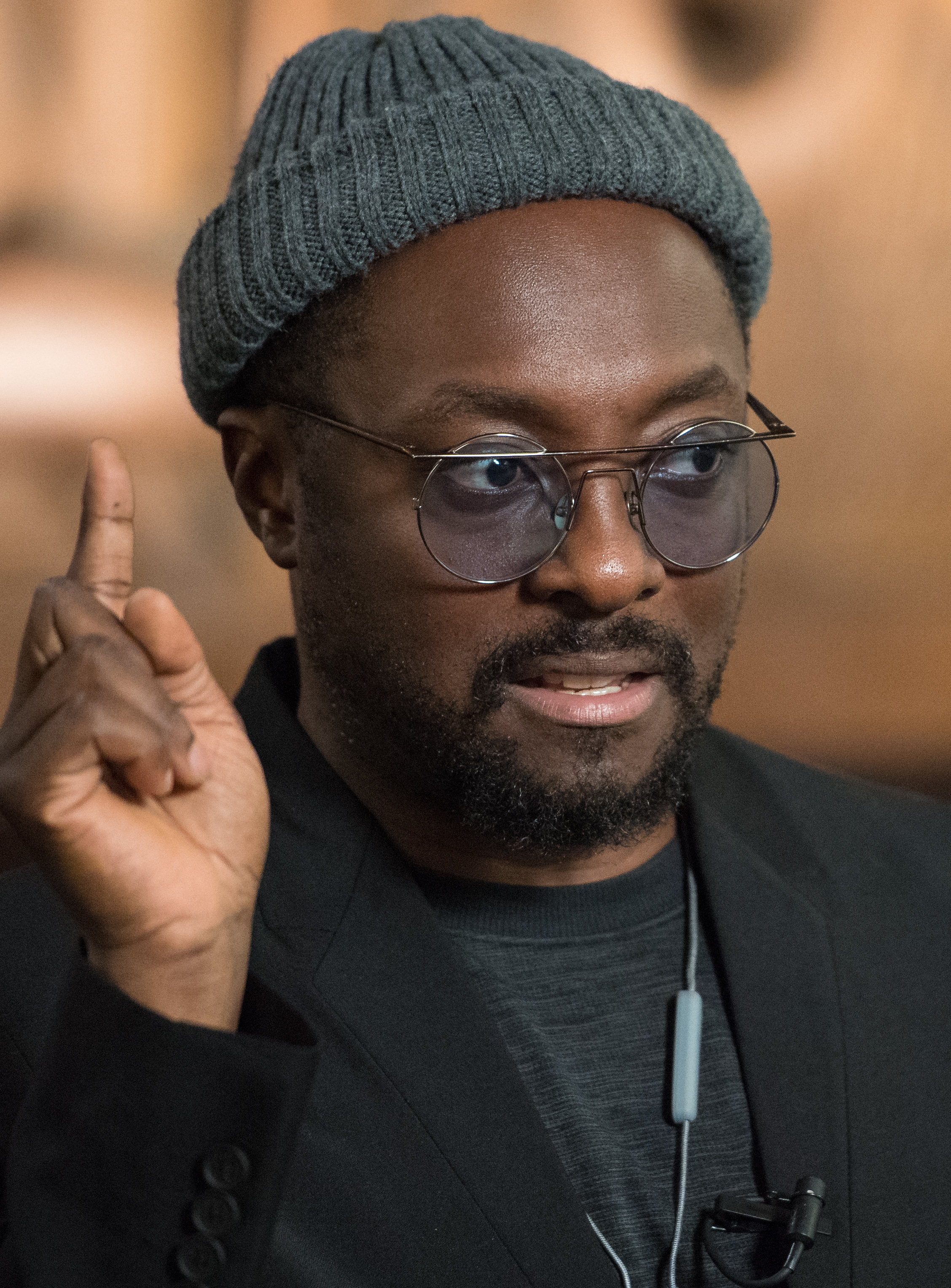
will.i.am (2014)
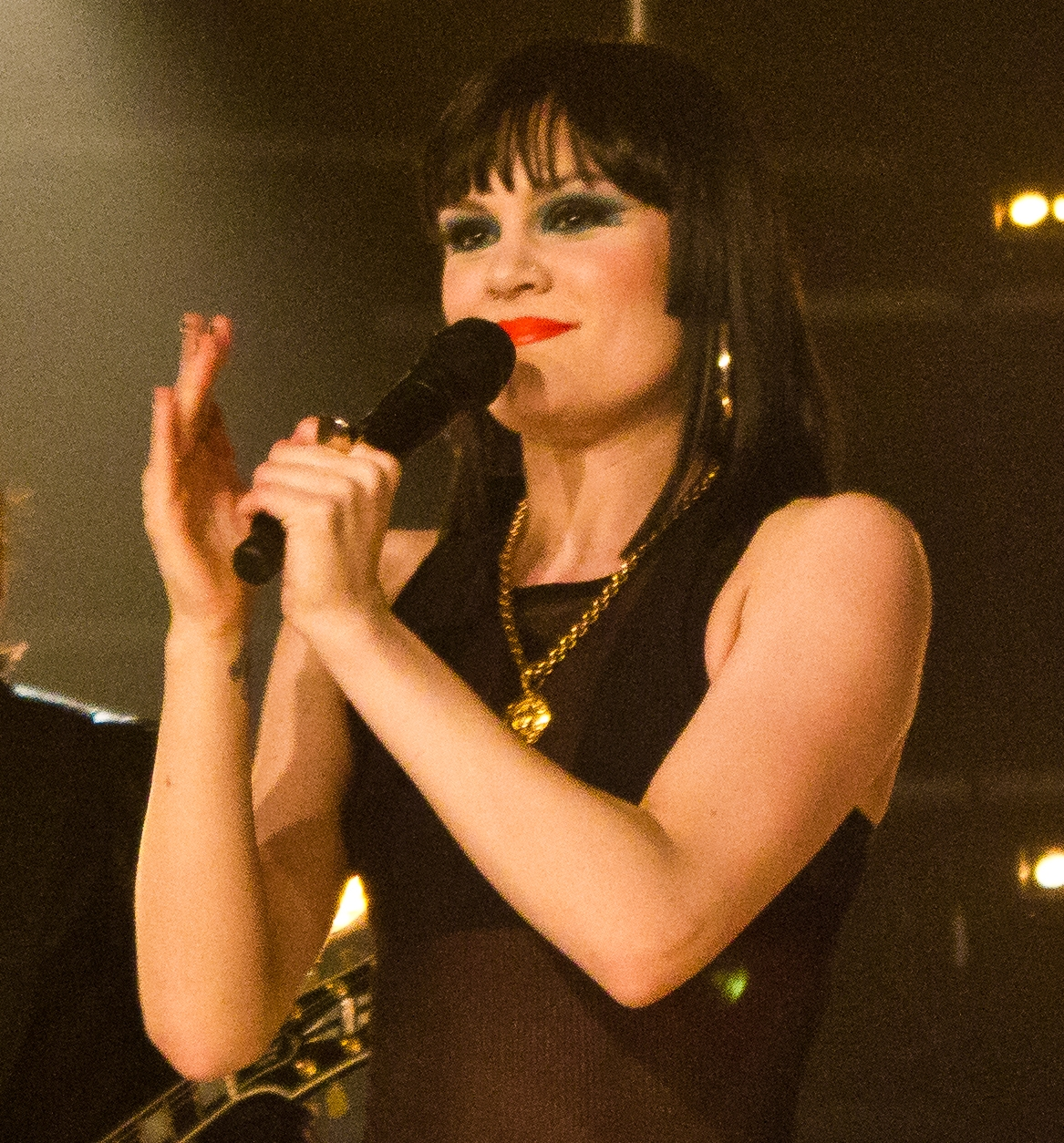
Jessie J (2015–2016)
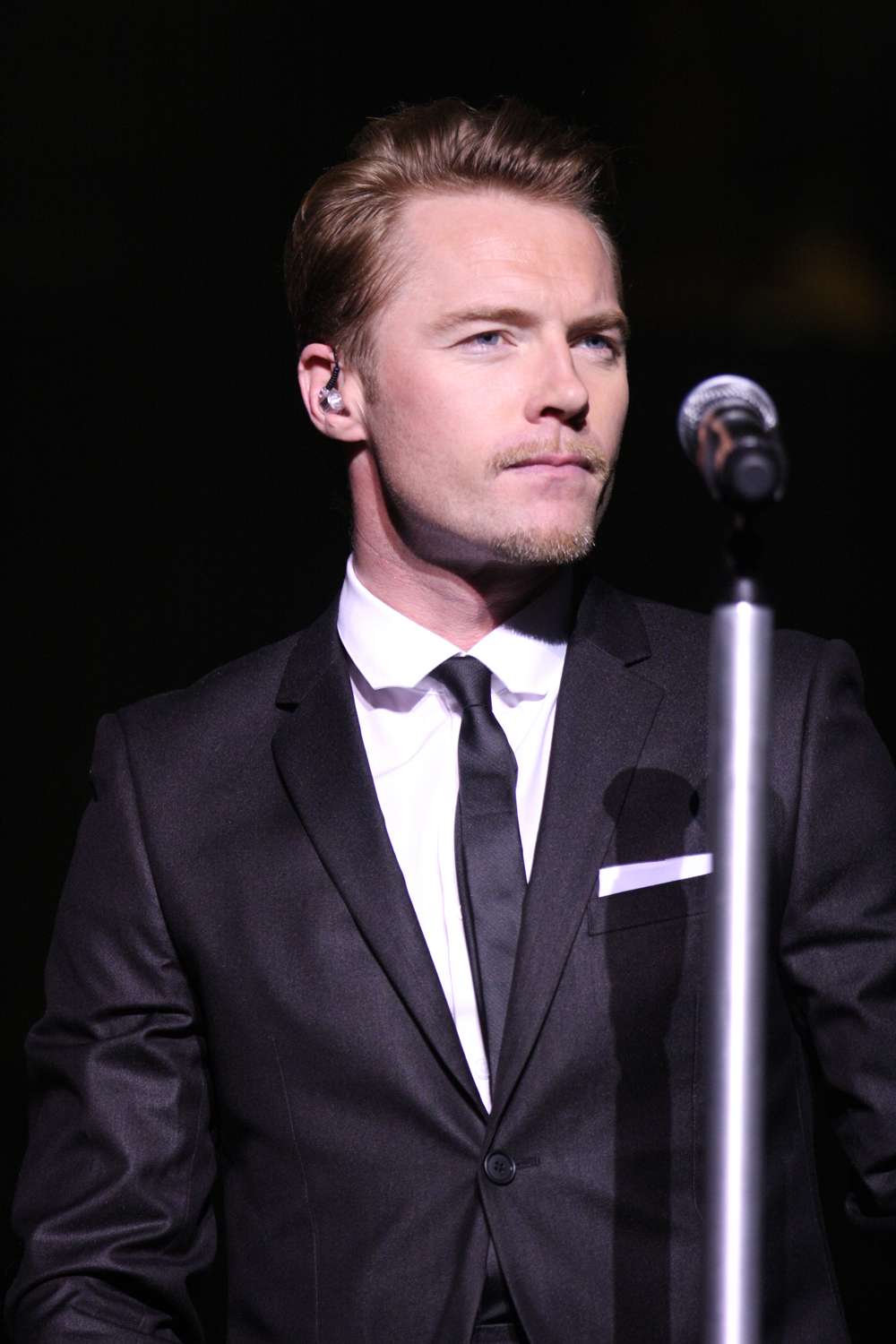
Ronan Keating (2016)
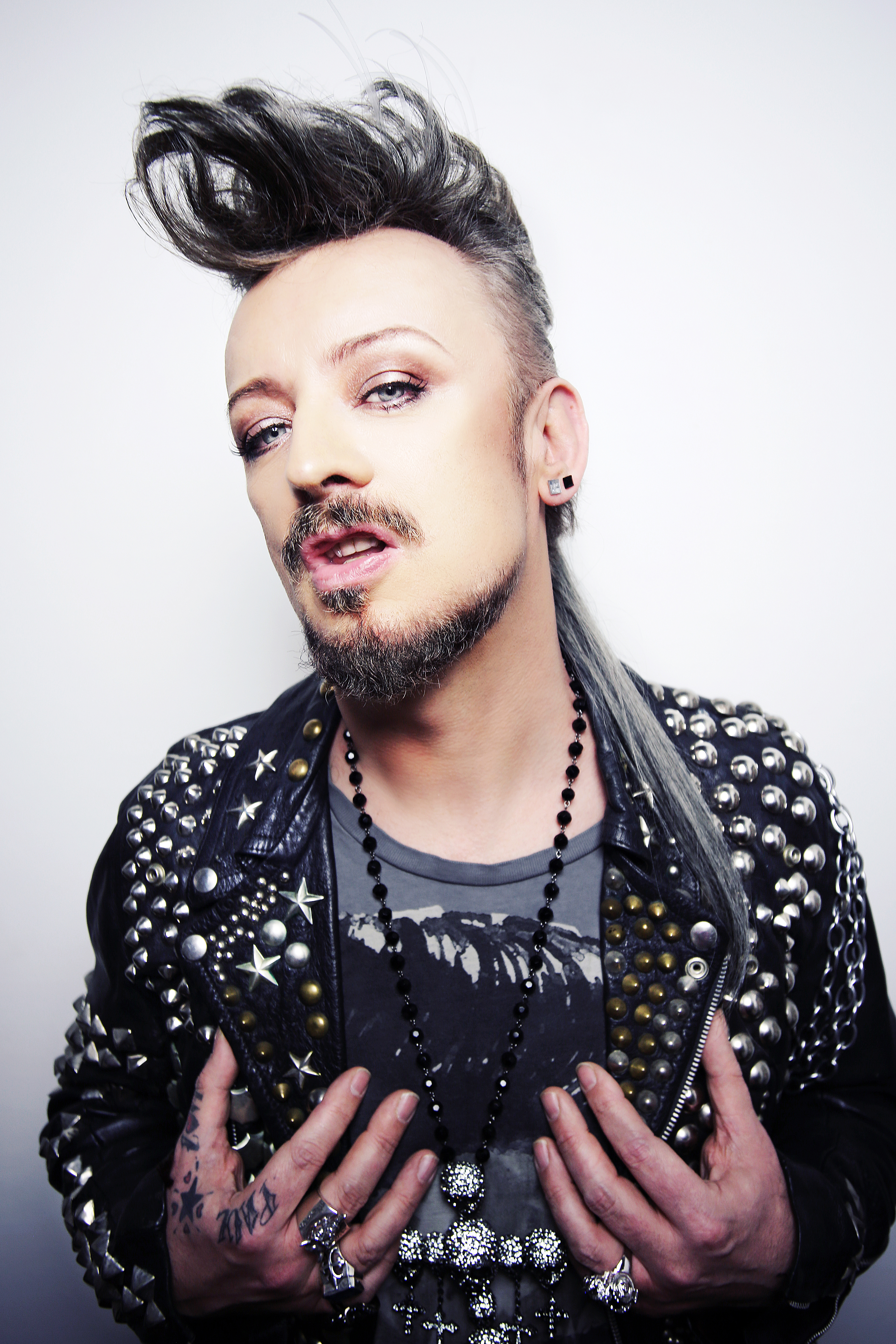
Boy George (2017–2020)
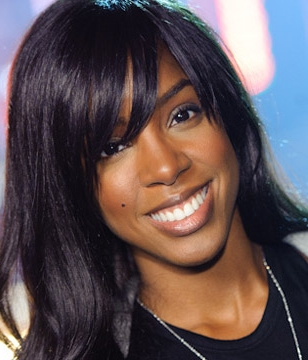
Kelly Rowland (2017–2020)
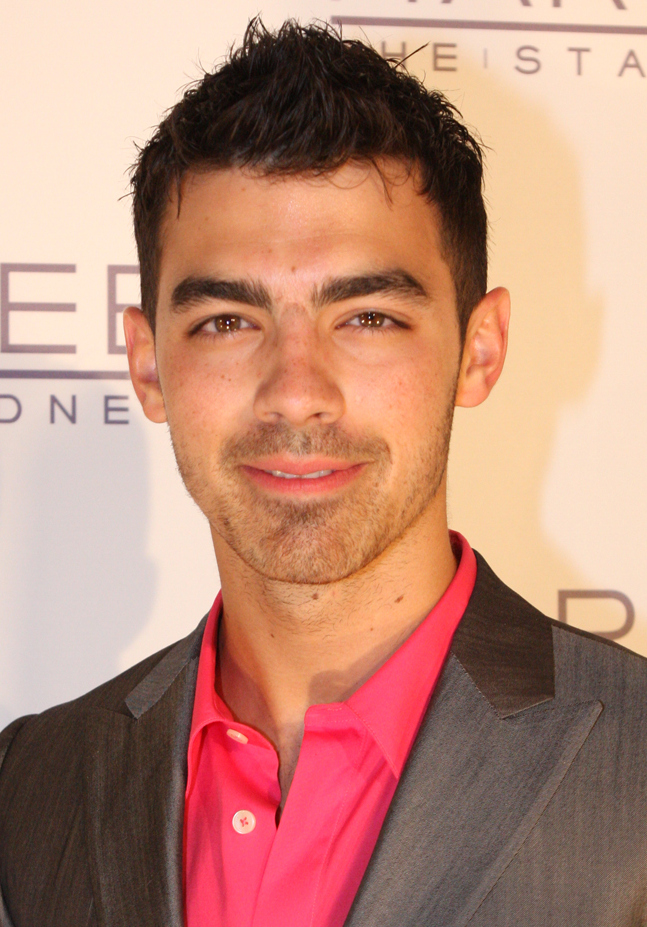
Joe Jonas (2018)
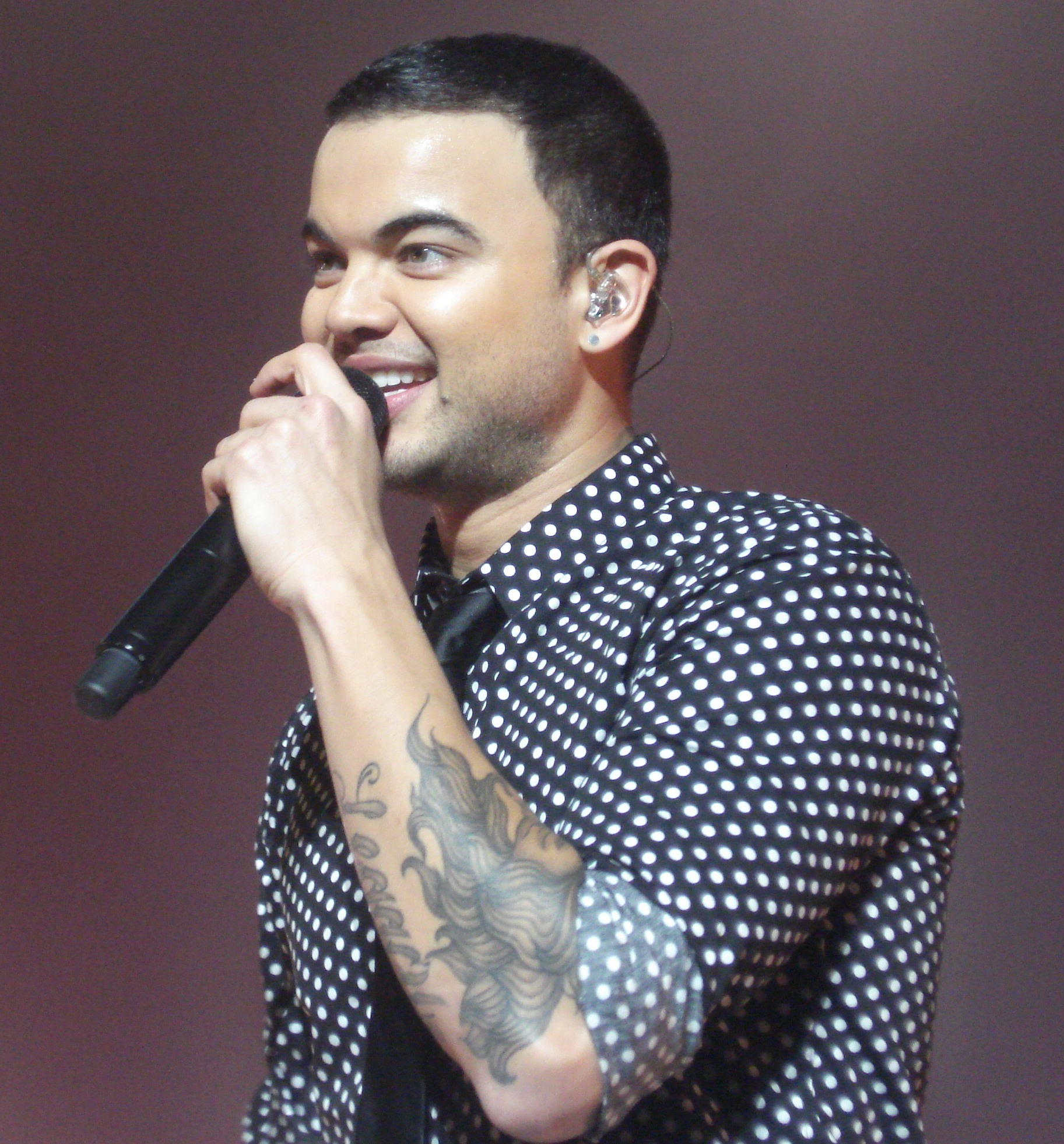
Guy Sebastian (2019–)
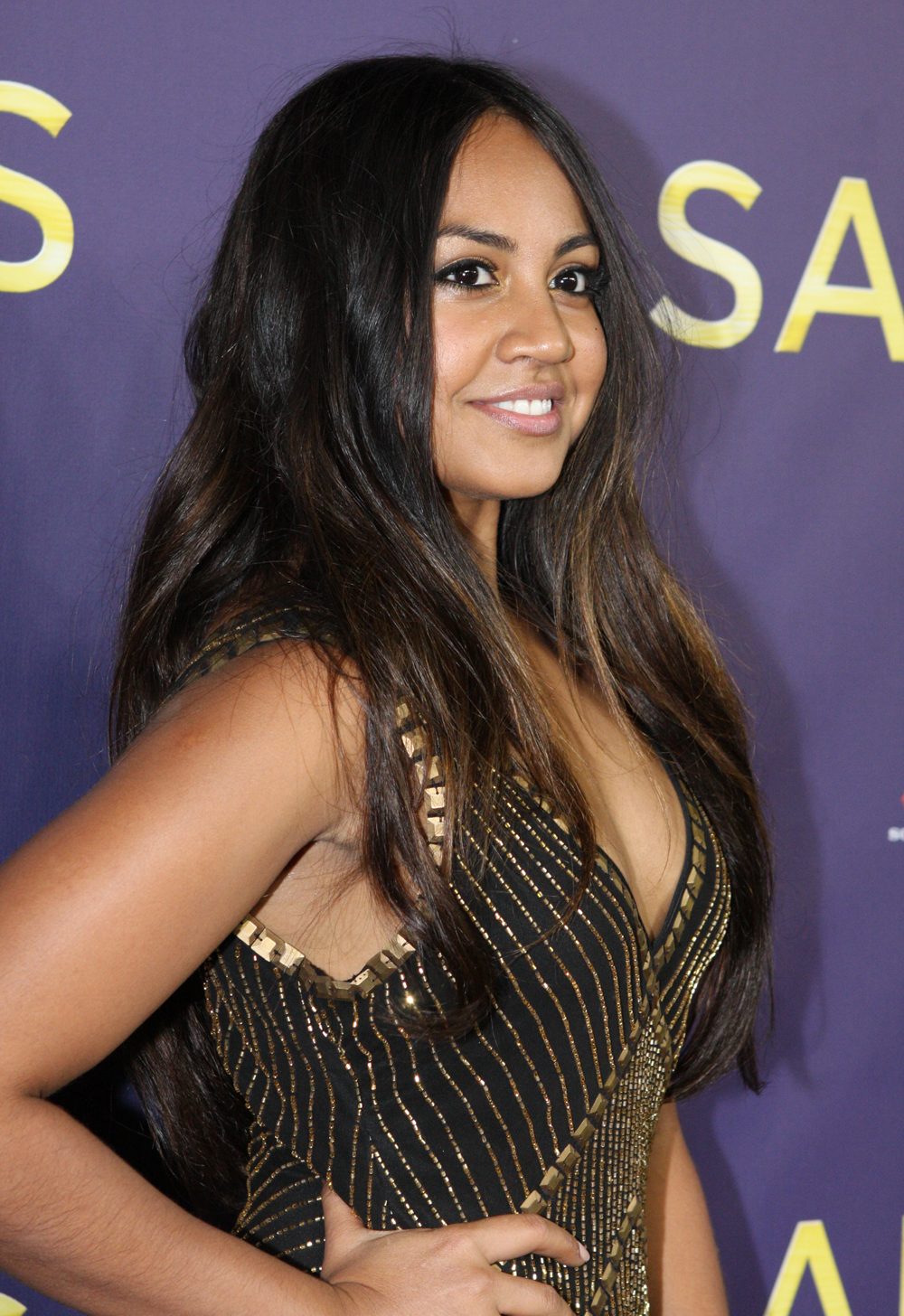
Jessica Mauboy (2021–)
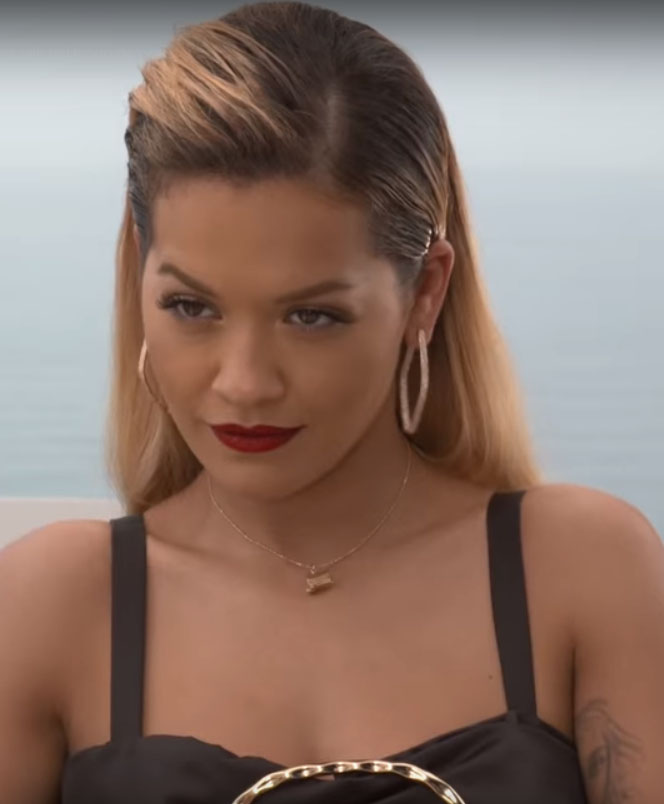
Rita Ora (2021–)

El 29 de mayo de 2011, se reportó en The Daily Telegraph Australia que Nine Network emitiría la versión australiana de The Voice a fines de 2011. Dos meses luego, reportaron que el show finalmente debutaría a comienzos de 2012, y que Nine Network se encontraba en diálogos para conseguir un artista internacional (especialmente uno norteamericano) para formar parte del jurado, dentro de los cuales se rumorearon los nombres de Christina Aguilera, George Michael, Usher, #ECD0A3 y Gwen Stefani. En septiembre de 2011, the Herald Sun reportó que Nine Network planeaba contratar a la jurado de Australia's Got Talent, Dannii Minogue para integrar el jurado. Anthony Callea, Vanessa Amorosi y la exmiembro de The Pussycat Dolls, Ashley Roberts, expresaron su interés para ocupar el rol de jueces, aunque Keith Urban, Delta Goodrem, Seal y Joel Madden fueron finalmente confirmados como los jueces y entrenadores de la primera temporada.
Darren McMullen fue anunciado presentador del programa, en enero de 2012. Adicionalmente, Ricki-Lee Coulter (con Seal), Darren Hayes (con Goodrem), Megan Washington (con Urban) y Benji Madden (junto a su hermano Joel) colaborarán con los jueces, como mentores durante el proceso de preparación de cada equipo.
Acerca del contrato de los jueces, Michael Healy, el director de televisión de Nine Network, dijo: "Para asegurar que el programa tenga clase se han elegido estos jueces que engalanarán el programa y la red. Por la mezcla de talento y un formato único, realmente creemos, que será una experiencia fascinante para nuestros televidentes." El 27 de abril de 2012, con sólo 6 episodios de la primera temporada emitidos, Nine Network anunció que el show regresaría para una segunda temporada en 2013.

### Producción
La filmación de la primera etapa de competencia, las "Blind Auditions", comenzó el 19 de febrero de 2012 en los estudios de Fox Australia en Sídney, con 121 cantantes presentándose en esta primera instancia.
La filmación para la Ronda de Batallas comenzó a fines de marzo.

## Resumen
| Temp. | Inicio               | Final                    | Ganador            | Subcampeón      | Tercer lugar    | Cuarto lugar    | Coach Ganador | Conductor       | Backstage        | Coaches (orden de las sillas) | Coaches (orden de las sillas) | Coaches (orden de las sillas) | Coaches (orden de las sillas) |
| Temp. | Inicio               | Final                    | Ganador            | Subcampeón      | Tercer lugar    | Cuarto lugar    | Coach Ganador | Conductor       | Backstage        | 1                             | 2                             | 3                             | 4                             |
| ----- | -------------------- | ------------------------ | ------------------ | --------------- | --------------- | --------------- | ------------- | --------------- | ---------------- | ----------------------------- | ----------------------------- | ----------------------------- | ----------------------------- |
| 1     | 15 de abril de 2012  | 18 de junio de 2012      | Karise Eden        | Darren Percival | Rachael Leahcar | Sarah De Bono   | Seal          | Darren McMullen | Faustina Agolley | Seal                          | Joel                          | Delta                         | Keith                         |
| 2     | 7 de abril de 2013   | 17 de junio de 2013      | Harrison Craig     | Luke Kennedy    | Celia Pavey     | Danny Ross      | Seal          | Darren McMullen | Faustina Agolley | Seal                          | Joel                          | Delta                         | Ricky                         |
| 3     | 4 de mayo de 2014    | 21 de julio de 2014      | Anja Nissen        | Jackson Thomas  | Johnny Rollins  | Frank Lakoudis  | will.i.am     | Darren McMullen | N/A              | Will                          | Kylie                         | Joel                          | Ricky                         |
| 3     | 4 de mayo de 2014    | 21 de julio de 2014      | Anja Nissen        | Jackson Thomas  | Johnny Rollins  | ZK              | will.i.am     | Darren McMullen | N/A              | Will                          | Kylie                         | Joel                          | Ricky                         |
| 4     | 28 de junio de 2015  | 30 de agosto de 2015     | Ellie Drennan      | Joe Moore       | Nathan Hawes    | Liam Maihi      | Jessie J      | Darren McMullen | Sonia Kruger     | Ricky                         | Jessie                        | Delta                         | Madden                        |
| 5     | 1 de mayo de 2016    | 10 de julio de 2016      | Alfie Arcuri       | Adam Ladell     | Tash Lockhart   | Ellen Reed      | Delta Goodrem | Sonia Kruger    | N/A              | Ronan                         | Jessie                        | Delta                         | Madden                        |
| 6     | 24 de abril de 2017  | 2 de julio de 2017       | Judah Kelly        | Hoseah Partsch  | Fasika Ayallew  | Lucy Sugerman   | Delta Goodrem | Sonia Kruger    | N/A              | Seal                          | Delta                         | Kelly                         | George                        |
| 7     | 15 de abril de 2018  | 17 de junio de 2018      | Sam Perry          | Bella Paige     | Sheldon Riley   | Aydan Calafiore | Kelly Rowland | Sonia Kruger    | N/A              | George                        | Kelly                         | Delta                         | Joe                           |
| 8     | 19 de abril de 2019  | 7 de julio de 2019       | Diana Rouvas       | Daniel Shaw     | Zeek Power      | Jordan Anthony  | Boy George    | Sonia Kruger    | N/A              | Kelly                         | Guy                           | Delta                         | George                        |
| 9     | 24 de mayo de 2020   | 19 de julio de 2020      | 'Chris Sebastian   | Johnny Manuel   | Stellar Perry   | Siala Robson    | Kelly Rowland | Darren McMullen | Renee Bargh      | Delta                         | Guy                           | George                        | Kelly                         |
| 10    | 8 de agosto de 2021  | 21 de septiembre de 2021 | Bella Taylor Smith | Arlo Sim        | G-Nat!on        | Mick Harrington | Guy Sebastian | Sonia Kruger    | N/A              | Keith                         | Rita                          | Jessica                       | Guy                           |
| 11    | 18 de abril de 2022  | 29 de mayo de 2022       | Lachie Gill        | Faith Sosene    | Jordan Tavita   | Thando Sikwila  | Rita Ora      | Sonia Kruger    | N/A              | Keith                         | Jessica                       | Rita                          | Guy                           |
| 12    | 6 de agosto de 2023  | 8 de octubre de 2023     | Tarryn Stokes      | Charlie Pittman | Ethan Beckton   | Ezra Williams   | Rita Ora      | Sonia Kruger    | N/A              | Guy                           | Jessica                       | Jason                         | Rita                          |
| 13    | 19 de agosto de 2024 | 27 de octubre de 2024    | Reuben De Melo     | Annie Jones     | Jaedyn Randell  | SKŸE            | LeAnn Rimes   | Sonia Kruger    | N/A              | Guy                           | LeAnn                         | Kate                          | Adam                          |

## Temporadas

### Temporada 1 (2012)
La primera temporada se estrenó el 15 de abril de 2012. El 18 de junio del mismo año, Karise Eden fue coronada como la primera ganadora, mientras que Darren Percival ocupó el segundo puesto, seguido por Rachael Leahcar en el tercero y Sarah De Bono en el cuarto.
| Clasificación | Artistas        | Canción             | Resultado     |
| ------------- | --------------- | ------------------- | ------------- |
| 1             | Karise Eden     | You Won't Let Me    | Ganador       |
| 2             | Darren Percival | For Once in My Life | Segundo lugar |
| 3             | Rachael Leahcar | Shooting Star       | Tercer lugar  |
| 4             | Sarah De Bono   | Beautiful           | Cuarto lugar  |

### Temporada 2 (2013)
La segunda temporada de The Voice Australia fue anunciada el 17 de abril de 2012. La segunda temporada tuvo como ganador a Harrison Craig, bajo la tutela de Seal, quien nuevamente fue el técnico ganador. Keith Urban no regresó como técnico después de que se anunció oficialmente que se convertiría en un juez del programa American Idol. Nine Network confirmó el 29 de noviembre de 2012, que la estrella del pop latino Ricky Martin reemplazaría a Urban como el nuevo técnico. Lucas Kennedy obtuvo el segundo lugar en el marco del nuevo técnico, con Celia Pavey en tercera lugar y Danny Ross cuarto.
| Clasificación | Artistas       | Canción             | Resultado     |
| ------------- | -------------- | ------------------- | ------------- |
| 1             | Harrison Craig | Unconditional       | Ganador       |
| 2             | Luke Kennedy   | El Tango De Roxanne | Segundo lugar |
| 3             | Celia Pavey    | Go Your Own Way     | Tercer lugar  |
| 4             | Danny Ross     | Pompeii             | Cuarto lugar  |

### Temporada 3 (2014)
El 26 de noviembre de 2013, se anunció que Seal y Delta Goodrem no regresarían como coaches para la tercera temporada. El mismo día, se anunció que los coaches de The Voice UK, will.i.am y Kylie Minogue, se unirían a Joel Madden y Ricky Martin. La filmación de la tercera temporada comenzó el 14 de enero de 2014, iniciando con la ronda de batallas en el mes de marzo. Las audiciones a ciegas comenzaron a transmitirse el domingo 4 de mayo de 2014. En la final, realizada el 21 de julio de 2014, se anunció a Anja Nissen como la ganadora, con Thomas Jackson en segundo, Johnny Rollins en tercero y Frank Lakoudis y ZK en el cuarto lugar.
| Clasificación | Artistas       | Canción                | Resultado     |
| ------------- | -------------- | ---------------------- | ------------- |
| 1             | Anja Nissen    | When Love Takes Over   | Ganador       |
| 2             | Jackson Thomas | Resolution             | Segundo lugar |
| 3             | Johnny Rollins | Beneath Your Beautiful | Tercer lugar  |
| 4             | Frank Lakoudis | Radioactive            | Cuarto lugar  |

### Temporada 4 (2015)
El casting para la cuarta temporada se abrió después de la final de la tercera temporada. Ricky Martin y Joel Madden volverán como coaches, este último estará acompañado por su hermano Benji. Minogue y will.a.im serán reemplazados por Jessie J y Delta Goodrem. Karise Eden y Harrison Craig, ganadores de las primeras dos temporadas respectivamente, se encargarán de ser los presentadores en backstage en la nueva temporada.
| Clasificación | Artistas      | Canción                           | Resultado     |
| ------------- | ------------- | --------------------------------- | ------------- |
| 1             | Ellie Drennan | Ghost                             | Ganador       |
| 2             | Joe Moore     | Invincible                        | Segundo lugar |
| 3             | Nathan Hawes  | Don't Think Twice, It's All Right | Tercer lugar  |
| 4             | Liam Maihi    | Fix You                           | Cuarto lugar  |

### Temporada 5 (2016)
En julio del 2015, se confirmó que The Voice regresaría en el 2016. Jessie J, Goodrem y The Madden Brothers fueron anunciados como coaches que regresaban al programa; Martin fue reemplazado por Ronan Keating. El 28 de diciembre de 2015, McMullen anunció que no regresaría como presentador de The Voice. La temporada comenzó a transmitirse el 1 de mayo de 2016. Alfie Arcuri fue anunciado como el ganador y Adam Ladell en segundo lugar, Tash Lockhart en tercer lugar y Ellen Reed en cuarto. 
| Clasificación | Artistas      | Canción                 | Resultado     |
| ------------- | ------------- | ----------------------- | ------------- |
| 1             | Alfie Arcuri  | Cruel                   | Ganador       |
| 2             | Adam Ladell   | My Heart Stops with You | Segundo lugar |
| 3             | Tash Lockhart | People Get Ready        | Tercer lugar  |
| 4             | Ellen Reed    | Firework                | Cuarto lugar  |

### Temporada 6 (2017)
En noviembre de 2016, se confirmó que Goodrem regresaba como coach al programa para su quinta temporada, y que se uniría el cantante Seal como coach regresando después de una ausencia de tres temporadas. Al mes siguiente, el coach de The Voice UK, Boy George, fue anunciado como el tercer coach. En diciembre de 2016, se confirmó que la cantante y juez de The X Factor, Kelly Rowland, sería la cuarta y última coach.. La temporada comenzó a transmitirse el 24 de abril de 2017. Judah Kelly fue anunciado el ganador con Hoseah Partsch en segundo lugar, Fasika Ayallew en tercer lugar y Lucy Sugerman en cuarto. 
| Clasificación | Artistas       | Canción              | Resultado     |
| ------------- | -------------- | -------------------- | ------------- |
| 1             | Judah Kelly    | Count On Me          | Ganador       |
| 2             | Hoseah Partsch | Paper Planes         | Segundo lugar |
| 3             | Fasika Ayallew | When Love Takes Over | Tercer lugar  |
| 4             | Lucy Sugerman  | You Belong with Me   | Cuarto lugar  |

### Temporada 7 (2018)
El 11 de octubre de 2017, la serie se renovó por una séptima temporada y se anunció que Goodrem, George y Rowland regresarían. El 14 de diciembre de 2017, Nine anunció que Joe Jonas reemplazaría a Seal como el cuarto coach de la séptima temporada. La temporada comenzó a transmitirse el 15 de abril de 2018. Sam Perry fue anunciado como el ganador con la finalista de The Voice Kids, Bella Paige, en segundo lugar, Sheldon Riley en tercer lugar y Aydan Calafiore en cuarto. 
| Clasificación | Artistas        | Canción             | Resultado     |
| ------------- | --------------- | ------------------- | ------------- |
| 1             | Sam Perry       | Trust Myself        | Ganador       |
| 2             | Bella Paige     | Changing            | Segundo lugar |
| 3             | Sheldon Riley   | Young and Beautiful | Tercer lugar  |
| 4             | Aydan Calafiore | Runaway Baby        | Cuarto lugar  |

### Temporada 8 (2019)
El 17 de octubre de 2018, la serie se renovó por una octava temporada y se anunció que Goodrem, George y Rowland regresarían. El 14 de noviembre de 2018, Nine anunció que Guy Sebastian reemplazaría a Jonas como el cuarto coach de la octava temporada. La temporada comenzó a transmitirse el 19 de mayo de 2019. Durante esta temporada solo se retransmitieron en directo las Semifinales y la Gran Final. A cada coach se le permitió tener cuatro participantes en la final: Diana Rouvas fue anunciada como la ganadora con Daniel Shaw en segundo lugar, Zeek Power en tercero y Jordan Anthony en cuarto.
| Clasificación | Artistas       | Canción         | Resultado     |
| ------------- | -------------- | --------------- | ------------- |
| 1             | Diana Rouvas   | Wait for No One | Ganador       |
| 2             | Daniel Shaw    | The Scientist   | Segundo lugar |
| 3             | Zeek Power     | Kiss            | Tercer lugar  |
| 4             | Jordan Anthony | Walk Me Home    | Cuarto lugar  |

### Temporada 9 (2020)
El 16 de octubre de 2019, la serie se renovó por novena temporada con el regreso de los coaches de la temporada anterior. El 25 de enero de 2020, se anunció que Darren McMullen y Renee Bargh serían los presentadores reemplazando a Kruger. 
| Clasificación | Artistas        | Canción             | Resultado     |
| ------------- | --------------- | ------------------- | ------------- |
| 1             | Chris Sebastian | Numb                | Ganador       |
| 2             | Johnny Manuel   | My Heart Will Go On | Segundo lugar |
| 3             | Stellar Perry   | Anyone              | Tercer lugar  |
| 4             | Siala Robson    | God Is a Woman      | Cuarto lugar  |

### Temporada 10 (2021)
El 8 de agosto de 2021, la serie se renovó por décima temporada con el regreso de los coaches de la temporada anterior. El 12 de septiembre de 2021, se anunció que Sonia Kruger.
| Clasificación | Artistas           | Canción               | Resultado     |
| ------------- | ------------------ | --------------------- | ------------- |
| 1             | Bella Taylor Smith | Never Enough          | Ganador       |
| 2             | Mick Harrington    | How Did I Live        | Segundo lugar |
| 3             | Arlo Sim           | Youngblood            | Tercer lugar  |
| 4             | G-Nat!on           | Run The World (Girls) | Cuarto lugar  |

## Entrenadores
– Juez Ganador/Concursante. El ganador está en negrita.
     – Juez en Segundo Lugar/Concursante. Finalista aparece primero en la lista.
     – Juez en Tercer Lugar/Concursante. Finalista aparece primero en la lista.
     – Juez en Cuarto Lugar. Finalista aparece primero en la lista.
| Temporada | Entrenadores                                                                                      | Entrenadores                                                                                    | Entrenadores                                                                                              | Entrenadores                                                                                |
| 1         | Seal                                                                                              | Joel Madden                                                                                     | Delta Goodrem                                                                                             | Keith Urban                                                                                 |
| --------- | ------------------------------------------------------------------------------------------------- | ----------------------------------------------------------------------------------------------- | --- | ------------------------------------------------------------------------------------------- |
|           | - Karise Eden - Fatai V - Chris Sebastian - Emma-louise Birdsall - Sam Ludeman - Michael Duchesne | - Sarah De Bono - Ben Hazlewood - Prinnie Stevens - Lakyn Heperi - Laura Bunting - Carmen Smith | - Rachael Leahcar - Glenn Cunningham - Danni Da Ros - Viktoria Bolonina - Matt Hetherington - Ben Bennett | - Darren Percival - Diana Rouvas - Adam Martin - Brittany Cairns - Taga Paa - Jimmy Cupples |
| 2         | Seal                                                                                              | Joel Madden                                                                                     | Delta Goodrem                                                                                             | Ricky Martin                                                                                |
|           | - Harrison Craig - Mitchell Anderson - Alex Gibson - Jac Stone                                    | - Danny Ross - Kiyomi Vella - Michael Stangel - Michael Paynter                                 | - Celia Pavey - Steve Clisby - Jackie Sannia - Tim Morrison                                               | - Luke Kennedy - Miss Murphy - Simon Meli - Caterina Torres                                 |
| 3         | will.i.am                                                                                         | Kylie Minogue                                                                                   | Joel Madden                                                                                               | Ricky Martin                                                                                |
|           | - Anja Nissen - ZK - Gabriel and Cecilia - Mat Verevis                                            | - Johnny Rollins - Kat Jade - Robbie Balmer - John Lingard                                      | - Frank Lakoudis - Holly Tapp - Isaac McGovern - Taila Gouge                                              | - Jackson Thomas - Sabrina Batshon - Elly Oh - C Major                                      |
| 4         | Ricky Martin                                                                                      | Jessie J                                                                                        | Delta Goodrem                                                                                             | The Madden Brothers                                                                         |
|           | - Liam Maihi - Naomi Price - Gail Page - Scott Newnham                                            | - Ellie Drennan - Simi Vuata - Amber Nichols - Cath Adams                                       | - Lyndall Wennekes - Caleb Jago-Ward - Rik-E-Ragga - Nicholas Duquemin                                    | - Joe Moore - Nathan Hawes - Peta Evans-Taylor - Tameaka Powell                             |
| 5         | Ronan Keating                                                                                     | Jessie J                                                                                        | Delta Goodrem                                                                                             | The Madden Brothers                                                                         |
|           | - Tash Lockhart - Mitch Gardner - Georgia Wiggins - Emad Younan                                   | - Ellen Reed - Jack Pellow - Mikaela Dean - Brianna Holm                                        | - Alfie Arcuri - Adam Ladell - Kim Sheehy - Elle Murphy                                                   | - Andrew Loadsman - Aaliyah Warren - Lane Sinclair - Lexi Clark                             |
| 6         | Seal                                                                                              | Delta Goodrem                                                                                   | Kelly Rowland                                                                                             | Boy George                                                                                  |
|           | - Lucy Sugerman - Berni Harrison - Rennie Adams                                                   | - Judah Kelly - Claire Howell - Tim Conlon                                                      | - Fasika Ayallew - Spencer Jones - Bojesse Pigram                                                         | - Hoseah Partsch - Sarah Stone - Robin Johnson                                              |
| 7         | Boy George                                                                                        | Kelly Rowland                                                                                   | Delta Goodrem                                                                                             | Joe Jonas                                                                                   |
|           | - Sheldon Riley - Chang Po Ching - Luke Antony - Mikayla Jade                                     | - Sam Perry - Bella Paige - AP D'Antonio - Brock Ashby                                          | - Ben Clark - Trent Bell - Jacinta Gulisano - Nathan Brake                                                | - Aydan Calafiore - Ben Sekali - Sally Skelton - Homegrown                                  |
| 8         | Kelly Rowland                                                                                     | Guy Sebastian                                                                                   | Delta Goodrem                                                                                             | Boy George                                                                                  |
|           | - Zeek Power - Lara Dabbagh - Denzel - Rebecca Selley                                             | - Jack Vidgen - Mitch Paulsen - Chynna Taylor - Elsa Clement                                    | - Daniel Shaw - Jordan Anthony - Sheldon Riley - Natasha Stuart                                           | - Diana Rouvas - Lee Harding - Madi Krstevski - Carlos C Major                              |
| 9         | Guy Sebastian                                                                                     | Delta Goodrem                                                                                   | Boy George                                                                                                | Kelly Rowland                                                                               |
|           | - Johnny Manuel - Timothy Bowen - Adam Ludewig - Stephanie Cole - Matt Gresham                    | - Stellar Perry - Jesse Teinaki - Clarrisa Spata - Steve Clisby - Goldi                         | - Siala Robson - Masha Mnjoyan - Angela Fabian - Virginia Lillye - Elyse Sene-Lefao                       | - Chris Sebastian - Mark Furze - Alex Weybury - Despina Savva - Lyric McFarland             |
| 10        | Keith Urban                                                                                       | Rita Ora                                                                                        | Jessica Mauboy                                                                                            | Guy Sebastian                                                                               |
|           | - Alro Sim - Lau Abend - Cassie Mclvor - Jediael - Lozz Benson                                    | - G-Nat!on - Sian Fuller - Sofia Watt - Tanya George - Halimah Kygrios                          | - Mick Harrington - Ella Monnery - Seann Miley Moore - Evile Jireh Sisifo Laloata - Janaki Easwar         | - Bella Taylor Smith - Jordan Fuller - Chantel Cofie - Adrian Hood - Penelope Pettigrew     |
| 11        | Rita Ora                                                                                          | Jason Derulo                                                                                    | Jessica Mauboy                                                                                            | Guy Sebastian                                                                               |
|           |                                                                                                   |                                                                                                 | |                                                                                             |

## Lanzamientos musicales de los concursantes
Dos álbumes de los ganadores de The Voice Australia, Karise Eden y Harrison Craig, han debutado en el número uno de la lista de álbumes ARIA. Además de los dos ganadores, Darren Percival, Rachael Leahcar, Sarah De Bono, Prinnie Stevens, Emma Birdsall, Adam Martin y Lakyn de la temporada 1, y Luke Kennedy, Emma Pask, Danny Ross, Ms. Murphy y Caterina Torres de la temporada 2 también han firmado contratos de grabación con Universal Music Australia.
Probablemente la exparticipante más notable de la serie sea la finalista de la temporada 2 Celia Pavey, quien ha logrado una exitosa carrera pop en Australia bajo el nombre de Vera Blue. Su sencillo "Papercuts" con el rapero Illy alcanzó el puesto # 2 en la lista de sencillos de ARIA, y su segundo álbum Perennial debutó en la misma lista en el puesto # 6. Once de sus singles han sido discos de oro o platino en su país.
Otra exalumna notable es la concursante de la temporada 4 Grace Pitts, quien ha tenido una carrera exitosa bajo el nombre de GRAACE, cuyas canciones se han convertido en importante airplays en Triple J.

## Recepción

### Audiencia
| Temporada | Estreno             | Final                | Episodios | Rating del Estreno | Puesto | Rating de la Final (Gran Final) | Puesto | Rating de la Final (Anuncio del Ganador) | Puesto | Número de espectadores (aprox) | Puesto final | Fuente        |
| --------- | ------------------- | -------------------- | --------- | ------------------ | ------ | ------------------------------- | ------ | ---------------------------------------- | ------ | ------------------------------ | ------------ | ------------- |
| 1         | 15 de abril de 2012 | 18 de junio de 2012  | 16        | 2.190              | #1     | 2.749                           | #2     | 3.238                                    | #1     | 2.375                          | #1           | [ 26 ] [ 27 ] |
| 2         | 7 de abril de 2013  | 17 de junio de 2013  | 24        | 1.940              | #1     | 2.093                           | #2     | 2.380                                    | #1     | 1.989                          | #1           | [ 28 ] [ 29 ] |
| 3         | 4 de mayo de 2014   | 21 de julio de 2014  | 23        | 2.229              | #1     | 1.727                           | #1     | 1.579                                    | #2     | 1.741                          | #1           | [ 30 ] [ 31 ] |
| 4         | 28 de junio de 2015 | 30 de agosto de 2015 | 18        | 1.633              | #1     | 1.563                           | #2     | 1.666                                    | #1     | 1.574                          | #1           | [ 32 ] [ 33 ] |
| 5         | 1 de mayo de 2016   | 10 de julio de 2016  | 18        | 1.454              | #1     | 1.207                           | #4     | 1.331                                    | #1     | 1.280                          | #2           | [ 34 ] [ 35 ] |
| 6         | 24 de abril de 2017 | 2 de julio de 2017   | 20        | 1.277              | #1     | 1.231                           | #4     | 1.357                                    | #1     | 1.140                          | #3           | [ 36 ] [ 37 ] |
| 7         | 15 de abril de 2018 | 17 de junio de 2018  | 20        | 1.072              | #5     | 1.028                           | #4     | 1.086                                    | #3     | 0.987                          | #4           | [ 38 ] [ 39 ] |
| 8         | 19 de mayo de 2019  | 7 de julio de 2019   | 20        | 1.064              | #3     | 1.019                           | #4     | 1.069                                    | #2     | 1.030                          | #3           | [ 40 ] [ 41 ] |
| 9         | 24 de mayo de 2020  | 19 de julio de 2020  | 21        | 1.082              | #3     | 0.938                           | #5     |                                          |        | 0.938                          | #6           | [ 42 ] [ 43 ] |

### Premios y distinciones
| Año  | Premio        | Categoría                                        | Nominado    | Resultado | Ref    |
| ---- | ------------- | ------------------------------------------------ | ----------- | --------- | ------ |
| 2013 | Premios AACTA | Mejor Serie Reality de Televisión                | The Voice   | nominado  | [ 44 ] |
| 2013 | Premios Logie | Programa de Entretenimiento Ligero Mas Popular   | The Voice   | ganador   | [ 45 ] |
| 2013 | Premios Logie | Nuevo Talento Masculino Más Popular              | Joel Madden | ganador   | [ 45 ] |
| 2013 | Premios Logie | Programa de Entretenimiento Ligero Mas Destacado | The Voice   | nominado  | [ 45 ] |
| 2014 | Premios Logie | Programa de Entretenimiento Ligero Mas Popular   | The Voice   | nominado  | [ 46 ] |
| 2014 | Premios Logie | Programa de Entretenimiento Ligero Mas Destacado | The Voice   | nominado  | [ 46 ] |
| 2015 | Premios AACTA | Mejor Serie Reality de Televisión                | The Voice   | ganador   | [ 47 ] |
| 2015 | Premios Logie | Programa de Entretenimiento Mas Popular          | The Voice   | nominado  | [ 48 ] |
| 2015 | Premios Logie | Programa de Entretenimiento Mas Destacado        | The Voice   | ganador   | [ 48 ] |
| 2015 | Premios AACTA | Mejor Serie Reality de Televisión                | The Voice   | nominado  | [ 49 ] |
| 2016 | Premios Logie | Mejor Programa de Entretenimiento                | The Voice   | nominado  | [ 50 ] |
| 2016 | Premios Logie | Programa de Entretenimiento Mas Destacado        | The Voice   | nominado  | [ 50 ] |
| 2017 | Premios Logie | Mejor Programa de Entretenimiento                | The Voice   | nominado  | [ 51 ] |
| 2017 | Premios Logie | Programa de Entretenimiento Mas Destacado        | The Voice   | nominado  | [ 51 ] |
| 2019 | Premios Logie | Programa de Entretenimiento Mas Popular          | The Voice   | nominado  | [ 52 ] |
| 2019 | Premios Logie | Nuevo Talento Más Popular                        | Joe Jonas   | nominado  | [ 52 ] |

## La Voz en las redes sociales
- Sitio web oficial
- Facebook
- Twitter
- Instagram
- Canal Oficial de Youtube

- Datos: Q3282955
- Multimedia: The Voice (Australia) / Q3282955